# Белфаст (фильм)
«Бе́лфаст» (англ. Belfast) — британский биографический драматический фильм 2021 года, снятый Кеннетом Браной по собственному сценарию. В ленте, снятой в чёрно-белом цвете, главные роли сыграли Катрина Балф, Джуди Денч, Джейми Дорнан, Киаран Хайндс и дебютант Джуд Хилл. Картина, которую Брана назвал своим «самым личным фильмом», рассказывает о жизни североирландской семьи из рабочего класса и детстве их маленького сына во время беспорядков в Белфасте (Северная Ирландия) в конце 1960-х годов.
Мировая премьера «Белфаста» состоялась 2 сентября 2021 года на 48-м Теллурайдском кинофестивале. В частности фильм завоевал приз зрительских симпатий на 46-м Международном кинофестивале в Торонто. Лента была выпущена в прокат в США 12 ноября 2021 года компанией Focus Features, а в Великобритании и Ирландии — 21 января 2022 года компанией Universal Pictures. Картина получила положительные отзывы критиков и собрала 34 млн долларов по всему миру.
Национальный совет кинокритиков США включил «Белфаст» в список 10 лучших фильмов 2021 года. Лента получила семь номинаций на 79-й церемонии вручения премий «Золотой глобус», включая категорию «Лучший фильм — драма», и одиннадцать номинаций на 27-й премии «Выбор критиков», включая категорию «Лучший фильм».

## Сюжет
Фильм рассказывает о жизни семьи протестантов в Белфасте (Северная Ирландия) с точки зрения их 9-летнего сына Бадди на фоне беспорядков в Белфасте, происходивших в 1969—1970 гг. Отец Бадди Па работает в Англии, а семья — мама, старший брат Уилл, бабушка и дедушка по отцовской линии — живут в Белфасте.
15 августа 1969 года группа протестантов устраивает беспорядки на улице, где живёт Бадди, нападая на дома местных католиков. В ответ на это жители города возводят на улице баррикаду, чтобы не допустить их возвращения. Па приезжает домой из Англии, чтобы проверить, как поживает семья. Семья посещает церковь, где священник произносит пафосную речь о развилке двух дорог; эта риторика постоянно осмысливается Бадди на протяжении всего фильма. У Бадди возникают чувства к однокласснице-католичке Кэтрин, и в конце концов они становятся друзьями.
Местный криминальный авторитет и провокатор Билли Клэнтон приходит к Па и требует его участия в «деле»; когда Па отказывается, он становится агрессивным и продолжает настойчиво доставать Бадди. Тем временем семья Бадди пытается расплатиться с накопившимися долгами. Па мечтает об эмиграции в Сидней или Ванкувер, но эта перспектива вызывает у мамы недовольство. Однако она всё же хочет уехать из Белфаста, поскольку национальный конфликт обостряется, а работодатели отца предлагают повышение по службе и бесплатный дом в Англии. Родители пытаются обсудить этот вопрос с мальчиками, но Бадди устраивает истерику, не желая покидать Белфаст.
Бадди и девушка по имени Мойра крадут шоколадные конфеты из магазина сладостей. На допросе Бадди не называет полицейскому имена своих сообщников. После этого Мойра вербует Бадди в местную банду, которая участвует в ограблении супермаркета. Бадди заставляют взять коробку стирального порошка, после чего он возвращается домой. Мама ругает его и заставляет Бадди и Мойру вернуться в супермаркет и вернуть украденное. Появляется Билли и берёт их в заложники, чтобы сбежать от полиции. Па, Уилл и армия прибывают на место беспорядков. В результате начинается противостояние с Билли, который пытается устроить перестрелку, однако Па и Уиллу удается его обезвредить. Полиция арестовывает Билли, который клянётся отомстить.
Понимая, что в Белфасте им больше оставаться небезопасно, семья решает уехать в Англию. Перед отъездом Бадди прощается с Кэтрин и в разговоре с отцом говорит, что мог бы строить с ней отношения, хотя она является католичкой. Па отвечает, что данный аспект не имеет никакого значения. Бабушка наблюдает за тем, как семья садится в автобус, направляющийся в порт.

## В ролях
- Джуд Хилл — Бадди
- Катрина Балф — «Ма», мать Бадди
- Джейми Дорнан — «Па», отец Бадди
- Джуди Денч — бабушка Бадди
- Киаран Хайндс — дедушка Бадди
- Колин Морган — Билли Клэнтон
- Мэйрид Тайерс — тётушка Эйлин

## Производство
В сентябре 2020 года Джуди Денч, Джейми Дорнан, Киаран Хайндс, Катрина Балф и Джуд Хилл присоединились к актёрскому составу фильма.
Съёмочный период начался в сентябре 2020 года, в разгар пандемии COVID-19. Съёмки проходили сначала в Лондоне, затем в Белфасте. Съёмочный период завершился в октябре 2020 года. Фильм сразу снимался в чёрно-белом цвете.

## Премьера
Мировая премьера фильма состоялась 2 сентября 2021 года на кинофестивале «Теллурайд». Фильм был также показан на международном кинофестивале в Торонто, где удостоился «Приза зрительских симпатий». 8 ноября 2021 года состоялась премьера фильма в Лос-Анджелесе в музее Академии кинематографических искусств и наук.
Дистрибуцией фильма в США занималась компания Focus Features, в Великобритании — Universal Pictures.

## Реакция

### Оценки критиков
На Rotten Tomatoes фильм имеет рейтинг 87 %, основанный на 240 рецензиях, со средней оценкой в 7.8/10 баллов. Консенсус критиков гласит: «Глубоко личный проект для режиссёра и сценариста Кеннета Браны, „Белфаст“ преодолевает недостатки своего повествования благодаря сильному актёрскому составу и мастерству режиссёра». На Metacritic фильм имеет среднюю оценку 77 из 100 баллов на основе 45 рецензий критиков, что означает «в целом положительные отзывы».

### Награды и номинации
| Награда                                    | Дата вручения    | Категория                                                       | Номинанты и получатели                            | Результат |
| ------------------------------------------ | ---------------- | --------------------------------------------------------------- | ------------------------------------------------- | --------- |
| Кинофестиваль в Торонто                    | 18 сентября 2021 | Приз зрительских симпатий                                       | Белфаст                                           | Победа    |
| Национальный совет кинокритиков США        | 2 декабря 2021   | ТОП-10 лучших фильмов года                                      | Белфаст                                           | Победа    |
| Национальный совет кинокритиков США        | 2 декабря 2021   | Лучшая мужская роль второго плана                               | Киаран Хайндс                                     | Победа    |
| Международный кинофестиваль в Палм-Спрингс | 6 января 2022    | Приз Vanguard Award (вручается режиссёру и актёрскому ансамблю) | Белфаст                                           | Победа    |
| Премия «Золотой глобус»                    | 9 января 2022    | Лучший фильм — драма                                            | Белфаст                                           | Номинация |
| Премия «Золотой глобус»                    | 9 января 2022    | Лучший режиссёр                                                 | Кеннет Брана                                      | Номинация |
| Премия «Золотой глобус»                    | 9 января 2022    | Лучший сценарий                                                 | Кеннет Брана                                      | Победа    |
| Премия «Золотой глобус»                    | 9 января 2022    | Лучшая мужская роль второго плана                               | Киаран Хайндс                                     | Номинация |
| Премия «Золотой глобус»                    | 9 января 2022    | Лучшая мужская роль второго плана                               | Джейми Дорнан                                     | Номинация |
| Премия «Золотой глобус»                    | 9 января 2022    | Лучшая женская роль второго плана                               | Катрина Балф                                      | Номинация |
| Премия «Золотой глобус»                    | 9 января 2022    | Лучшая оригинальная песня                                       | «Down to Joy» — Ван Моррисон                      | Номинация |
| Премия Гильдии киноактёров США             | 27 февраля 2022  | Лучший актёрский ансамбль                                       | Белфаст                                           | Номинация |
| Премия Гильдии киноактёров США             | 27 февраля 2022  | Лучшая женская роль второго плана                               | Катрина Балф                                      | Номинация |
| Ассоциация голливудских критиков           | 28 февраля 2022  | Лучший фильм                                                    | Белфаст                                           | Номинация |
| Ассоциация голливудских критиков           | 28 февраля 2022  | Приз Newcomer Award                                             | Джуд Хилл                                         | Победа    |
| Ассоциация голливудских критиков           | 28 февраля 2022  | Лучший актёр второго плана                                      | Джейми Дорнан                                     | Номинация |
| Ассоциация голливудских критиков           | 28 февраля 2022  | Лучший актёр второго плана                                      | Киаран Хайндс                                     | Номинация |
| Ассоциация голливудских критиков           | 28 февраля 2022  | Лучшая актриса второго плана                                    | Катрина Балф                                      | Номинация |
| Ассоциация голливудских критиков           | 28 февраля 2022  | Лучший актёрский ансамбль                                       | Белфаст                                           | Победа    |
| Ассоциация голливудских критиков           | 28 февраля 2022  | Лучший режиссёр                                                 | Кеннет Брана                                      | Номинация |
| Ассоциация голливудских критиков           | 28 февраля 2022  | Лучший оригинальный сценарий                                    | Кеннет Брана                                      | Номинация |
| Ассоциация голливудских критиков           | 28 февраля 2022  | Приз Excellence in Artistry                                     | Кеннет Брана                                      | Победа    |
| Американская ассоциация монтажёров         | 5 марта 2022     | Лучший монтаж в драматическом фильме                            | Уна Ни Донгхайль                                  | Номинация |
| Американский институт киноискусства        | 11 марта 2022    | Специальный приз AFI                                            | Белфаст                                           | Победа    |
| Премия Гильдии режиссёров США              | 12 марта 2022    | Лучший режиссёр игрового фильма                                 | Кеннет Брана                                      | Номинация |
| BAFTA                                      | 13 марта 2022    | Лучший фильм                                                    | Белфаст                                           | Номинация |
| BAFTA                                      | 13 марта 2022    | Лучший британский фильм                                         | Белфаст                                           | Победа    |
| BAFTA                                      | 13 марта 2022    | Лучший оригинальный сценарий                                    | Кеннет Брана                                      | Номинация |
| BAFTA                                      | 13 марта 2022    | Лучший актёр второго плана                                      | Киаран Хайндс                                     | Номинация |
| BAFTA                                      | 13 марта 2022    | Лучшая актриса второго плана                                    | Катрина Балф                                      | Номинация |
| BAFTA                                      | 13 марта 2022    | Лучший монтаж                                                   | Уна Ни Донгхайль                                  | Номинация |
| Премия «Выбор критиков»                    | 13 марта 2022    | Лучший фильм                                                    | Белфаст                                           | Номинация |
| Премия «Выбор критиков»                    | 13 марта 2022    | Лучший актёрский состав                                         | Белфаст                                           | Победа    |
| Премия «Выбор критиков»                    | 13 марта 2022    | Лучший режиссёр                                                 | Кеннет Брана                                      | Номинация |
| Премия «Выбор критиков»                    | 13 марта 2022    | Лучший оригинальный сценарий                                    | Кеннет Брана                                      | Победа    |
| Премия «Выбор критиков»                    | 13 марта 2022    | Лучшая мужская роль второго плана                               | Киаран Хайндс                                     | Номинация |
| Премия «Выбор критиков»                    | 13 марта 2022    | Лучшая мужская роль второго плана                               | Джейми Дорнан                                     | Номинация |
| Премия «Выбор критиков»                    | 13 марта 2022    | Лучшая женская роль второго плана                               | Катрина Балф                                      | Номинация |
| Премия «Выбор критиков»                    | 13 марта 2022    | Лучший молодой актер / актриса                                  | Джуд Хилл                                         | Победа    |
| Премия «Выбор критиков»                    | 13 марта 2022    | Лучшая операторская работа                                      | Харис Замбарлукос                                 | Номинация |
| Премия «Выбор критиков»                    | 13 марта 2022    | Лучший монтаж                                                   | Уна Ни Донгхайль                                  | Номинация |
| Премия «Выбор критиков»                    | 13 марта 2022    | Лучший художник-постановщик                                     | Джим Клей и Клэр Ния Ричардс                      | Номинация |
| Премия Гильдии продюсеров США              | 19 марта 2022    | Лучший игровой фильм                                            | Белфаст                                           | Номинация |
| Премия «Оскар»                             | 27 марта 2022    | Лучший фильм                                                    | Белфаст                                           | Номинация |
| Премия «Оскар»                             | 27 марта 2022    | Лучший режиссёр                                                 | Кеннет Брана                                      | Номинация |
| Премия «Оскар»                             | 27 марта 2022    | Лучший оригинальный сценарий                                    | Кеннет Брана                                      | Победа    |
| Премия «Оскар»                             | 27 марта 2022    | Лучшая мужская роль второго плана                               | Киаран Хайндс                                     | Номинация |
| Премия «Оскар»                             | 27 марта 2022    | Лучшая женская роль второго плана                               | Джуди Денч                                        | Номинация |
| Премия «Оскар»                             | 27 марта 2022    | Лучший звук                                                     | Денис Ярд, Саймон Чейз, Джеймс Мэйтер и Нив Адири | Номинация |
| Премия «Оскар»                             | 27 марта 2022    | Лучшая оригинальная песня                                       | «Down to Joy» — Ван Моррисон                      | Номинация |
| Премия «Спутник»                           | 2 апреля 2022    | Лучший фильм — драма                                            | Белфаст                                           | Победа    |
| Премия «Спутник»                           | 2 апреля 2022    | Лучший режиссёр                                                 | Кеннет Брана                                      | Номинация |
| Премия «Спутник»                           | 2 апреля 2022    | Лучший оригинальный сценарий                                    | Кеннет Брана                                      | Победа    |
| Премия «Спутник»                           | 2 апреля 2022    | Лучшая мужская роль второго плана                               | Киаран Хайндс                                     | Номинация |
| Премия «Спутник»                           | 2 апреля 2022    | Лучшая мужская роль второго плана                               | Джейми Дорнан                                     | Номинация |
| Премия «Спутник»                           | 2 апреля 2022    | Лучшая женская роль второго плана                               | Катрина Балф                                      | Номинация |
| Премия «Спутник»                           | 2 апреля 2022    | Лучшая женская роль второго плана                               | Джуди Денч                                        | Номинация |
| Премия «Спутник»                           | 2 апреля 2022    | Лучшая операторская работа                                      | Харис Замбарлукос                                 | Номинация |
| Премия «Спутник»                           | 2 апреля 2022    | Лучший монтаж                                                   | Уна Ни Донгхайль                                  | Номинация |
| Премия «Спутник»                           | 2 апреля 2022    | Лучший художник-постановщик                                     | Джим Клей и Клэр Ния Ричардс                      | Номинация |
| Премия «Спутник»                           | 2 апреля 2022    | Лучший дизайн костюмов                                          | Шарлотта Уолтер                                   | Номинация |
| Премия «Спутник»                           | 2 апреля 2022    | Лучшая оригинальная песня                                       | «Down to Joy» — Ван Моррисон                      | Номинация |
| Премия «Спутник»                           | 2 апреля 2022    | Лучший звук                                                     | Нив Адири, Симон Чейз, Джеймс Мазер и Денис Йард  | Номинация |